# Вороново (Днепропетровская область)
Во́роново (укр. Воронове) — село,
Василевский сельский совет,
Синельниковский район,
Днепропетровская область,
Украина.
Код КОАТУУ — 1224881201. Население по переписи 2001 года составляло 481 человек.

## Географическое положение
Село Вороново находится на правом берегу реки Плоская Осокоровка в месте впадения в неё реки Осокоровка,
выше по течению на расстоянии в 2 км расположено село Александрополь,
на противоположном берегу — село Шевченко (Вольнянский район).